# Харрисон, Вернон
Вернон Джордж Вентворт Харрисон (англ. Vernon George Wentworth Harrison; 14 марта 1912 — 14 октября 2001) — британский
физик, фотограф и парапсихолог.

## Биография
Родился в Саттон-Колдфилде, графство Уорикшир в семье школьного учителя. Получил образование в гимназии епископа Визи, затем изучал физику, химию и математику в Бирмингемском университете. После его окончания провёл три года в аспирантуре физического факультета, исследуя, в частности, использование фотографии и микрофотографии в качестве способа хранения информации.
Получив докторскую степень, Харрисон работал как физик-исследователь в лаборатории Исследовательской ассоциации печати (PATRA). Во время воздушных налётов немецкой авиации на Лондон материалы и оборудование лаборатории были уничтожены, и лишь после её восстановления в 1947 году Харрисон начал исследование оптических свойств бумаги, цветной печати и качества воспроизведения. В 1957 году он был назначен на должность директора по исследованиям.
С 1967 по 1977 год работал в компании De La Rue plc в качестве менеджера исследовательского центра, где занимался изучением приёмов фальшивомонетчиков и фальсификаторов и разработкой способов повышения защищённости продукции. После выхода в 1977 году на пенсию вёл частную практику в качестве эксперта по проверке документов. Эта работа охватывала широкий спектр вопросов: от поддельных завещаний и финансовых документов до анонимных писем.
Харрисон был членом Общества психических исследований. В 1981 году он стал одним из сооснователей Ассоциации по научному изучению аномальных явлений (ASSAP). На протяжении всей своей жизни он увлекался фотографией, и с 1974 по 1976 год был президентом Королевского фотографического общества Великобритании. Также был соучредителем и, с 1977 по 1989 год, президентом Британского общества Ференца Листа. Опубликовал несколько десятков книг и статей различной тематики.

### Исследование «Отчёта Ходжсона»
В течение нескольких лет Харрисон занимался исследованием «Отчёта Ходжсона», в котором основательница Теософского общества Елена Блаватская была охарактеризована специально назначенным комитетом Общества психических исследований как «изобретательная мошенница». Он изучал различные документы, имеющие отношение к этому отчёту, основной вклад в составление которого внёс парапсихолог Ричард Ходжсон. В апреле 1986 года в Journal of the Society for Psychical Research в статье под названием «J’Accuse: An Examination of the Hodgson Report of 1885» Харрисон изложил результаты своей работы. В частности, он написал:

«В этой статье я не пытаюсь доказать, что мадам Блаватская не имеет отношения к выдвинутым против неё обвинениям. Через столько лет, когда все свидетели умерли, и большая часть улик потеряна или уничтожена, это будет трудно, если не невозможно. Я также не пытаюсь установить авторство или оценить содержание писем махатм. Это увлекательная, но чрезвычайно сложная задача. Моя нынешняя цель — продемонстрировать, что дело против мадам Блаватской, начатое Ходжсоном, не подкреплено серьёзными доказательствами».
Харрисон писал, что он сосредоточился на почерковом аспекте «Отчёта», отчасти потому, что это составляет основную часть работы Ходжсона, а здесь, как заметил Харрисон, «пошла игра на его поле», и ещё, что более важно, потому, что всё, что он изложил, могло быть проверено независимо. Нельзя полагаться на показания давно умерших свидетелей — для Харрисона главным и «наиболее красноречивым» свидетелем стал сам «Отчёт Ходжсона».
По мере детального изучения «Отчёта» Харрисон всё более и более убеждался, что Ходжсон был готов использовать против Блаватской любые доказательства, даже банальные или сомнительные, и в то же время игнорировал все доказательства, которые могли быть истолкованы в её пользу. «Отчёт» полон искажённых заявлений, гипотез, представленных как факты или вероятные факты, «не подтверждённых показаний не названных свидетелей и прямой лжи».

### Исследование писем махатм
Харрисон заявил, что он исследовал письма теософских махатм не только в автографах, хранящихся в Британской библиотеке, но также и в их репродукциях, изготовленных и размноженных её сотрудниками в «форме комплектов из 1323-х цветных слайдов». По его словам, он «тщательно исследовал все без исключения 1323 слайда», находящихся в наборе, прочитав «каждое письмо, строка за строкой, используя пятидесятикратное увеличение».
Он сделал следующий вывод:

«Я не нашёл доказательств, что письма махатм, хранящиеся в Британской библиотеке, были написаны Еленой Блаватской, сознательно и преднамеренно изменявшей в течение нескольких лет свой собственный почерк, как было заявлено Ричардом Ходжсоном. То есть, я не нашёл ничего общего в почерках К. Х., М. и Е. П. Б. В любом обычном судебном деле я расценил бы их как различные и приписал бы их разным людям».

### Рекомендация будущим авторам
Харрисон отметил, что его работа, связанная с исследованием «Отчёта Ходжсона», продолжалась более пятнадцати лет, и он, как профессионал, заявил, что информирует «будущих историков и биографов» Е. П. Блаватской, а также «составителей справочников, энциклопедий и словарей», что данный отчёт, опубликованный в 1885 году Обществом психических исследований, «следует воспринимать с большой осторожностью, если не игнорировать». Он весьма далёк от эталонов беспристрастного расследования, «крайне ошибочен и ненадёжен».
По мнению профессора Гудрик-Кларка, Харрисон, «досконально изучив» «Отчёт Ходжсона», «обоснованно опроверг» выводы его основного автора. Исследователь западного эзотеризма Джеффри Лавуа писал, что Ходжсон ошибся во многих своих предположениях, которые «эксперт по исследованию почерка Вернон Харрисон проанализировал в своих публикациях».

## Комментарии
1. ↑  «I joined the SPR in 1937»[5].
2. ↑  «33 works in 63 publications in 3 languages and 392 library holdings»[6].
3. ↑  После публикации статьи Харрисона ОПИ выпустило в мае 1986 года пресс-релиз «На основании нового исследования, мадам Блаватская, соучредитель Теософского Общества, была обвинена несправедливо»[9].
4. ↑  KH — Кут Хуми; M — Мориа; HPB — Елена Петровна Блаватская; APS — Альфред Перси Синнетт.
5. ↑  Харрисон заявил, что он не является членом Теософского общества, хотя «мог бы подписаться» под тремя принципами, на которых оно было основано. Он прочитал большую часть теософской литературы, но не был уверен, насколько она соответствует истине. Тем не менее, он обнаружил, что некоторые теософские учения «полезны для понимания фактов», которые невозможно объяснить иначе. Идеи, которые он позаимствовал, включают: семиуровневую конституцию человека; различие между индивидуальностью и личностью; постоянство и реактивацию кама-манасических оболочек; карму и реинкарнацию[5].